# Palais Cousiño
Le palais Cousiño est un édifice historique de style néo-classique situé à Santiago, la capitale du Chili. 

## Présentation
S'élevant au milieu d'un parc situé entre la 18e rue et la rue San-Ignacio, le palais occupe une surface de 3 500 m2 et comporte deux appartements et douze salons. 
Son lustre d'une demi tonne situé dans le hall central ainsi que le mobilier importé d'Europe, les œuvres d'art, font du palais Cousiño l'une des plus luxueuses demeures d'Amérique du Sud de la fin du XIXe siècle.

## Histoire

### La famille Cousiño
Le palais a été la demeure de la famille Cousiño-Goyenechea, l'une des plus fortunées de Santiago, propriétaire de la mine de charbon de Lota, de la mine d'argent de Chañarcillo ainsi que du vignoble Cousiño-Macul, entre autres. Cette famille possédait aussi d'autres demeures à Copiapó et à Lota. Trois générations de la famille ont habité ce palais jusqu'en 1938. 
Le palais a été édifié sur un terrain de 11 000 m² en 1870 en vue du mariage de Luis Cousiño, mort de la tuberculose au Pérou en 1873, et d'Isidora Goyenechea. Les travaux ont été  confiés à l'architecte français Paul Lathoud à qui l'on doit aussi le Musée national d'histoire naturelle du Chili.  
Pour la décoration et la construction du palais, velours, brocart, porcelaine de Sèvres, de Limoges et de Saxe ont été importés d'Europe à bord des navires de la famille. Des décorations en noyer, acajou, chêne américain, ébène, hêtre allemand y ont été sculptées à la main. Les rideaux ont été brodés à la main en France et en Italie. Le chantier a été achevé en 1878 mais le palais n'a été inauguré qu'en 1882. 
Elle a été la première demeure d'Amérique du Sud à être équipée d'un générateur électrique, acheté à Thomas Edison, un ami de la famille, et ainsi pourvue d'un des premiers ascenseurs existants au Chili. Elle est également la première à bénéficier, grâce à son système de chauffage, de l'eau chaude simultanément.

### Édifice public
Devenu vétuste, le palais est racheté en 1940 par la municipalité de Santiago. Le 12 octobre 1968, un incendie détruit entièrement le deuxième étage. En 1977, le maire Patricio Mekis fait transformer le palais en musée et en 1981, il est déclaré monument national.
Le palais a été utilisé pour loger d'illustres visiteurs. Le gouvernement chilien a ainsi reçu dans ce palais le Premier ministre israélien Golda Meir, les présidents Adolfo López Mateos du Mexique et Heinrich Lübke d'Allemagne, Giuseppe Saragat d'Italie, le président Charles De Gaulle au cours de sa tournée diplomatique en Amérique du Sud, le roi Baudouin de Belgique, entre autres. Après sa reconstruction, entre 1970 et 1980, il a accueilli les présidents brésilien João Figueiredo en 1980 et uruguayen Gregorio Álvarez en 1982.
Le 27 février 2010, lors du tremblement de terre qui touche le pays, le palais subit des dégâts mineurs et est fermé au public. Des travaux de restauration sont engagés en 2015 et prennent fin deux ans plus tard.